# Lucius Coelius Antipater
Lucius Coelius (ou Cælius) Antipater est un historien et un orateur de la République romaine.

## Biographie
Sa vie est pratiquement inconnue. Il est contemporain de Caius Fannius Strabo, qui est consul en 122 av. J.-C.. Il n’a pas eu de carrière politique et n’a pas exercé de magistratures au-delà de la questure. Cicéron parle de lui dans plusieurs de ses traités et l’apprécie comme jurisconsulte plus que comme orateur. Lucius Licinius Crassus est un des élèves de ses leçons juridiques.

## Son œuvre
Coelius rédigea une histoire de la deuxième guerre punique en sept livres, en utilisant comme source Silenos, un des biographes et compagnons d’Hannibal Barca et les Origines de Caton l'Ancien qui prit part au conflit aux côtés de Scipion l'Africain. Cette histoire ne nous est pas parvenue, nous ne la connaissons que par l’intermédiaire de Tite-Live qui s’y réfère parfois, et de citations de Cicéron. Par ces citations, on connait quelques éléments de cet ouvrage : Coelius dédie sa préface à Lélius. Coelius affirme que Hannibal aurait été inspiré par un songe après la prise de Sagonte. Dans ce songe, Jupiter lui envoyait un guide pour envahir l'Italie,. Coelius indique aussi que le passage des Alpes par Hannibal se serait fait par les Alpes pennines. 
Coelius publia aussi des Annales, qui firent l’objet d’un résumé rédigé par Marcus Junius Brutus, et qui sont également perdues.
Coelius était encore lu au IIe siècle ap. J.-C., car selon l’Histoire Auguste l’empereur Hadrien le préférait à Salluste.